# Пам'ятки історії Коломацького району
У Коломацькому районі Харківської області на обліку перебуває 14 пам'яток історії.
| № п/п | Охоронний номер пам'ятки | Місце знаходження, (адреса) пам'ятки | Найменування пам'ятки                                                                                         | Автор, дослідник пам'ятки. Дата відкриття                                | Матеріал, з якого виготовлений пам'ятник. Основні розміри             | Категорія охорони пам'ятки | Номер і дата рішення державних органів про взяття пам'ятки під охорону | Охоронна зона                                                  |
| ----- | ------------------------ | ------------------------------------ | --- | ------------------------------------------------------------------------ | --------------------------------------------------------------------- | -------------------------- | ---------------------------------------------------------------------- | -------------------------------------------------------------- |
| 1.    | 540                      | смт Коломак, вул. Єгорова            | Братська могила радянських воїнів. Поховано 92 чол. 1941 р., 1943 р.                                          | 1957 р.                                                                  | Скульптура — 3,0 м, з/б Постамент — 3,0 м, цегла, цемент              | Місцева                    | № 61 від 25.01.72 р. Наказ УКіТ ХОДА № 361 від 28.11.07 р.             | 25 м (Наказ управління культури і туризму від 10.09.09. № 234) |
| 2.    | 541                      | смт Коломак, в центрі                | Братська могила радянських воїнів і пам'ятний знак воїнам-односельчанам. Поховано 44 воїни. 1941 р., 1943 р.  | 1957 р., 1966 р.                                                         | Скульптура — 3,5 м, з/б Постамент — 2,5 м, цегла, цемент              | -<<-                       | № 61 від 25.01.72 р. Наказ УКіТ ХОДА № 361 від 28.11.07 р.             | 25 м (Наказ управління культури і туризму від 10.09.09. № 234) |
| 3.    | 542                      | смт Коломак, біля цукрозаводу        | Братська могила радянських воїнів. Поховано 233 воїни. 1941 р., 1943 р.                                       | 1985 р.                                                                  | Скульптура — 2,8 м, мармурова кришка Постамент — 4,0 м, цегла, цемент | -<<-                       | № 61 від 25.01.72 р. Наказ УКіТ ХОДА № 361 від 28.11.07 р.             | 25 м (Наказ управління культури і туризму від 10.09.09. № 234) |
| 4.    | 1640                     | смт Коломак, біля цукрозаводу        | Пам'ятний знак воїнам-землякам. 1941—1945 рр.                                                                 | 1985 р.                                                                  | Стели                                                                 | -<<-                       | № 13 від 12.01.81р. Наказ УКіТ ХОДА № 361 від 28.11.07 р.              |                                                                |
|       |                          |                                      | |                                                                          |                                                                       |                            |                                                                        |                                                                |
| 6.    |                          | смт Коломак, вул. Леніна             | Пам'ятний знак ліквідаторам аварії на Чорнобильській АЕС. 1986 р.                                             | В. Д. Путятін, провідний наук. співробітник ОКЗ «ХНМЦОКС» 2006 р.        | Чорний граніт, тротуарна плитка. 1,5х0,8х0,15 м. Площа — 50 кв.м.     | -<<-                       | Наказ УКіТ ХОДА № 361 від 28.11.07 р.                                  |                                                                |
| 7.    | 547                      | с. Мірошниківка Різуненківської с/р  | Братська могила радянських воїнів і пам'ятний знак воїнам-односельцям. Поховано 77 воїнів. 1941 р., 1943 р.   | 1985 р.                                                                  | Обеліск — 2,0 м, мармурова кришка. Стели — 7,0 м Постамент — 2,5 м    | -<<-                       | № 61 від 25.01.72 р. Наказ УКіТ ХОДА № 361 від 28.11.07 р.             | 25 м (Наказ управління культури і туризму від 10.09.09. № 234) |
| 8.    | 1118                     | с. Петропавлівка Шелестівської с/р   | Братська могила радянських воїнів. Поховано 83 воїни. 1943 р.                                                 | 1950 р.                                                                  | Скульптура — 2,5 м, з/б Постамент — 4,0 м, цегла, цемент              | -<<-                       | № 61 від 25.01.72 р. Наказ УКіТ ХОДА № 361 від 28.11.07 р.             | 25 м (Наказ управління культури і туризму від 10.09.09. № 234) |
| 9.    | 1120                     | с. Покровка Покровської с/р          | Братська могила радянських воїнів. Поховано 198 воїнів. 1943 р.                                               | 1953 р.                                                                  | Скульптура — 2,5 м, з/б Постамент — 4,0 м, цегла, цемент              | Місцева                    | № 61 від 25.01.72 р. Наказ УКіТ ХОДА № 361 від 28.11.07 р.             | 25 м (Наказ управління культури і туризму від 10.09.09. № 234) |
| 10.   | 555                      | с. Різуненкове Різуненківської с/р   | Братська могила радянських воїнів. Поховано 87 воїнів. 1941 р., 1943 р.                                       | 1977 р.                                                                  | Скульптура — 3,5 м, мармурова кришка Постамент — 1,2 м, з/б, цемент   | -<<-                       | № 61 від 25.01.72 р. Наказ УКіТ ХОДА № 361 від 28.11.07 р.             | 25 м (Наказ управління культури і туризму від 10.09.09. № 234) |
| 11.   | 1910                     | -<<-                                 | Пам'ятний знак воїнам-односельчанам. 1941—1945 рр.                                                            | 1983 р.                                                                  | Стела                                                                 | -<<-                       | № 196 від 16.04.84р. Наказ УКіТ ХОДА № 361 від 28.11.07 р.             |                                                                |
| 12.   |                          | с. Різуненкове, вул. Центральна, 58. | Пам'ятний знак жертвам Голодомору і сталінських репресій. 1932—1933 рр.                                       | В. Д. Путятін, провідний наук. співробітник ОКЗ «ХНМЦОКС» 04.11. 1989 р. | Бетон, мармурова кришка, чавун. 2,1х0,52х0,42 м. Площа — 40 кв.м.     | -<<-                       | Наказ управління культури і туризму ХОДА № 361 від 28.11.07 р.         |                                                                |
| 13.   | 1126                     | с. Шелестове Шелестівської с/р       | Братська могила радянських воїнів. Поховано 42 воїни. 1943 р.                                                 | 1953 р.                                                                  | Скульптура — 2,5 м, з/б Постамент — 4,0 м, цегла, цемент              | -<<-                       | № 61 від 25.01.72 р. Наказ УКіТ ХОДА № 361 від 28.11.07 р.             | 25 м (Наказ управління культури і туризму від 10.09.09. № 234) |
| 14.   | 564                      | с. Шляхове Шляхівської с/р           | Братська могила радянських воїнів і пам'ятний знак воїнам-односельчанам. Поховано 252 воїни. 1941 р., 1943 р. | 1986 р.                                                                  | Скульптура — 3,5 м, з/б Стели                                         | -<<-                       | № 61 від 25.01.72 р. Наказ УКіТ ХОДА № 361 від 28.11.07 р.             | 25 м (Наказ управління культури і туризму від 10.09.09. № 234) |
|       |                          |                                      | |                                                                          |                                                                       |                            |                                                                        |                                                                |